# خدمات ارتباطی غنی
خدمات ارتباطی غنی (انگلیسی: Rich Communication Services) یا (RCS) یک پروتکل ارتباطاتی بین اپراتورهای تلفن همراه و بین تلفن و اپراتور است، با هدف جایگزینی یک سیستم پیام متنی که غنی‌تر از پیامک است.